# Breaking the Habit
"Breaking the Habit" é um single da banda norte-americana Linkin Park, lançado em 2004.
Em uma entrevista com a revista Kerrang!, Mike Shinoda referiu que a canção seria originalmente uma faixa instrumental de dez minutos de duração, mas foi convencido pela banda para mudá-la. O videoclipe de "Breaking the Habit" foi dirigido por Joe Hahn e foi usada animação estilo anime que foi supervisionada por Kazuto Nakazawa.

## Faixas
1. "Breaking the Habit"
2. "Crawling" (ao vivo)
3. "Breaking the Habit" 3:15 (videoclipe)

## Tabelas Musicais
| Tabelas (2004)                             | Melhor posição |
| ------------------------------------------ | -------------- |
| Alemanha Singles Chart                     | 25             |
| Austrália ARIA Singles Chart               | 23             |
| Áustria Singles Chart                      | 43             |
| Holanda Top 40                             | 19             |
| França Singles Chart                       | 27             |
| Irlanda Singles Chart                      | 46             |
| Nova Zelândia RIANZ Singles Chart          | 27             |
| Suíça Singles Chart                        | 56             |
| UK Singles Chart                           | 39             |
| Billboard Hot 100                          | 20             |
| Billboard Hot 100 Airplay                  | 20             |
| Billboard Top 40 Mainstream                | 15             |
| Billboard Hot Adult Top 40 Tracks          | 25             |
| Billboard Mainstream Rock Tracks           | 1              |
| Billboard Alternative Songs                | 1              |
| Billboard Year-End Hot 100 singles de 2004 | 79             |